# Niccolò d’Acciapaccio

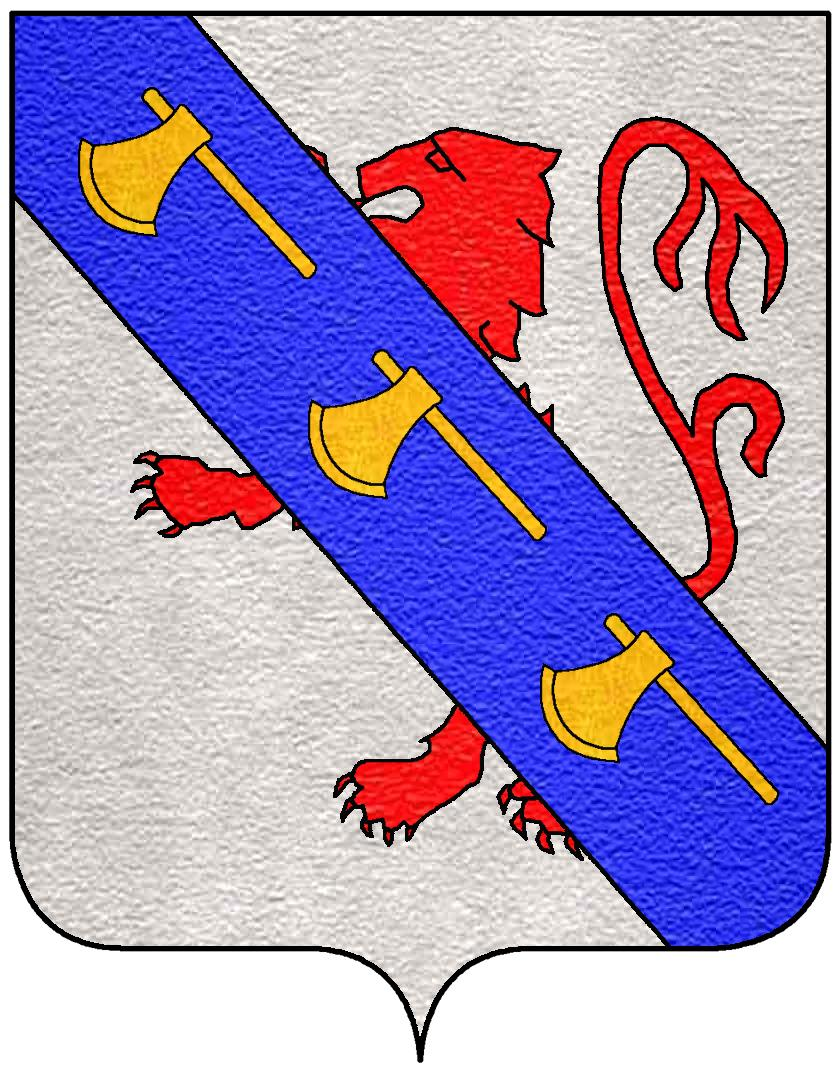
Wappen des Hauses Acciapaccio

Niccolò d’Acciapaccio (* 1382 in Sorrent; † 3. April 1447 in Rom) entstammte einer adeligen Familie, studierte Recht in Neapel und wurde als Doktor beider Rechte (Doctor iuris utriusque) Berater der Königin Johanna I. von Neapel. Seit dem 17. September 1410 war er Bischof von Tropea, die Bischofsweihe empfing er am 11. Dezember 1410.
Er war ab dem 18. Februar 1436 Erzbischof von Capua und seit dem 18. Dezember 1439 Kardinal der Römischen Kirche. Die Ernennung zum Bischof und Erzbischof sowie die Kardinalserhebung erfolgte jeweils durch Papst Eugen IV., der ihn im Kardinalat 1440 die römische Titelkirche San Marcello übertrug. Für seine Aufnahme ins Kardinalskollegium spielte wie auch bei der gleichzeitigen Ernennung anderer Kardinäle der politische Proporz eine zentrale Rolle: Niccolò war Parteigänger Renés I. von Anjou; Alfons I. von Neapel hatte ihn 1440 gezwungen ins Exil zu gehen, gestattete später aber seine Rückkehr. Kardinal d’Acciapaccio gab den ursprünglichen Teil des heutigen Palazzo Doria-Pamphilj in Rom in Auftrag.
Niccolò war Mitglied der Kommission zu Heiligsprechung Bernhards von Siena. Kurz vor seinem Tod nahm er noch am Konklave zur Wahl Papst Nikolaus V. vom 4. bis 6. März 1447 teil. Er wurde im Petersdom beigesetzt.